# بوب باركر (اقتصادي)
بوب باركر (بالإنجليزية: Bob Parker)‏ هو اقتصادي بريطاني، ولد في 1932، وتوفي في يوليو 2016.